# Key Glock

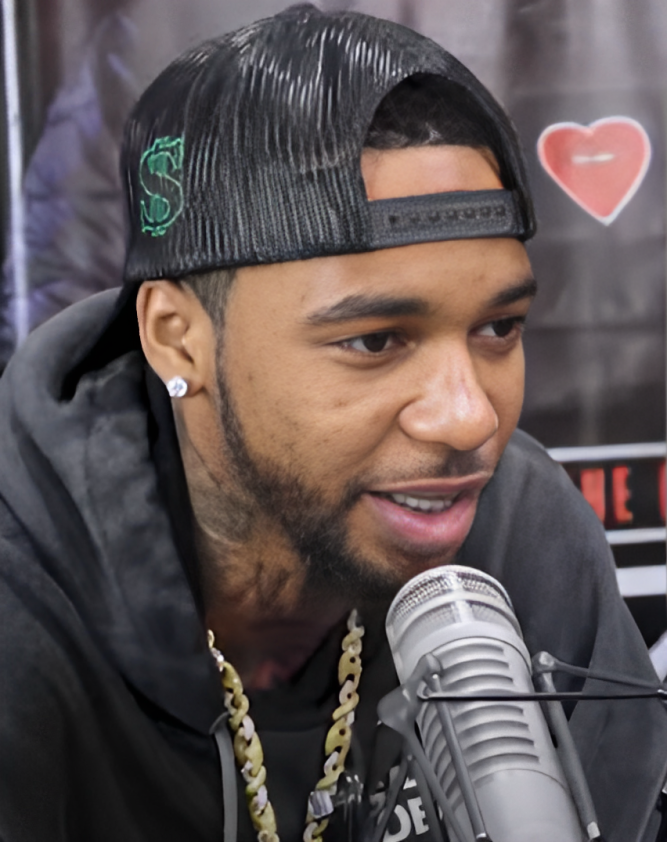
Key Glock, 2021

Key Glock (* 3. August 1997 als Markeyvius LaShun Cathey in Memphis, Tennessee) ist ein US-amerikanischer Rapper. Er ist bei dem Label Paper Route Empire des 2021 verstorbenen Rappers Young Dolph unter Vertrag.

## Kindheit
Key Glock wurde in Süd-Memphis geboren. Als er 20 Monate alt war, wurde seine Mutter verhaftet und zu einer 15-jährigen Gefängnisstrafe verurteilt. Da sein Vater ihn nicht aufziehen konnte, wurde er von seiner Großmutter aufgezogen. Im Alter von 18 Jahren wurde er wegen schwerer Körperverletzung in drei Fällen im Zusammenhang mit seiner Beteiligung an einer Schießerei angeklagt. In einem Interview erzählte er, dass Musik für ihn eine Ablenkung von seinem oft turbulenten Leben war.

## Karriere
Young Dolph nahm Key Glock 2017 beim Label Paper Route Empire unter Vertrag. Am 25. Januar desselben Jahres veröffentlichte Glock seine Debütsingle „Racks Today“ mit dem amerikanischen Rapper Jay Fizzle. Am 16. Juni 2017 veröffentlichte Glock sein Debüt-Mixtape Glock Season unter dem Label Paper Route Empire. Das am 26. Juli 2019 Kollaboalbum Dum and Dummer mit Young Dolph erreichte Platz acht der Billboard 200. Am 31. August 2018 erschien der Song Major von Young Dolph auf dem Key Glock gefeatured wurde. Der Song erreichte Platz 47 der Hot R&B/Hip-Hop Songs Charts.
Am 31. Januar veröffentlichte Key Glock sein Debüt-Studioalbum Yellow Tape, das auf Platz 14 der Billboard 200 einstieg. Am 22. Mai 2020 folgte sein sechstes Mixtape, Son of a Gun.Key Glock drops off new mixtape ‘Son Of A Gun’
Am 5. März 2021 veröffentlichten Key Glock und Young Dolph die Single Aspen und kündigten die Veröffentlichung ihres zweiten gemeinsamen Albums Dum and Dummer 2 an, das am 26. März 2021 erschien. Die Fortsetzung des 2019 erschienenen Dum and Dummer konnte sich ebenfalls auf dem achten Platz der Billboard 200 platzieren. Am 5. November 2021 veröffentlichte Glock sein zweites Studioalbum Yellow Tape 2.
Am 18. Januar 2022 veröffentlichte Key Glock den Song „Proud“, eine Hommage an den mittlerweile verstorbenen Young Dolph. Es ist sowohl auf der Compilation Long Live Young Dolph des Labels Paper Route Empire enthalten, die am 21. Januar 2022 veröffentlicht wurde, als auch auf der Deluxe Edition von Yellow Tape 2.
Am 24. Februar 2023 veröffentlichte Key Glock sein drittes Studioalbum, Glockoma 2. Es ist die Fortsetzung seines Mixtapes Glockoma aus dem Jahr 2018.

## Privatleben
Key Glock ist der angeheiratete Cousin von Young Dolph, der im November 2021 erschossen wurde. Nach Dolphs Tod nannte Key Glock ihn in einem inzwischen gelöschten Instagram-Post meine linke Hand, meinen Bruder, meinen Cousin und meinen Mentor.

## Diskografie

### Studioalben
| Jahr | Titel         | Höchstplatzierung, Gesamtwochen, AuszeichnungChartplatzierungen (Jahr, Titel, Platzierungen, Wochen, Auszeichnungen, Anmerkungen) | Höchstplatzierung, Gesamtwochen, AuszeichnungChartplatzierungen (Jahr, Titel, Platzierungen, Wochen, Auszeichnungen, Anmerkungen) | Anmerkungen                                               |
| Jahr | Titel         | US | R&B | Anmerkungen                                               |
| ---- | ------------- | --- | --- | --------------------------------------------------------- |
| 2020 | Yellow Tape   | US14 Gold · (6 Wo.)US | R&B8 (3 Wo.)R&B | Erstveröffentlichung: 31. Januar 2020 Verkäufe: + 500.000 |
| 2021 | Yellow Tape 2 | US7 (10 Wo.)US | R&B4 (5 Wo.)R&B | Erstveröffentlichung: 5. November 2021                    |
| 2023 | Glockoma 2    | US13 Gold · (9 Wo.)US | R&B8 (4 Wo.)R&B | Erstveröffentlichung: 24. Februar 2023                    |
| 2025 | Glockaveli    | US8 (… Wo.)US | R&B4 (… Wo.)R&B | Erstveröffentlichung: 2. Mai 2025                         |

### Mixtapes
| Jahr | Titel          | Höchstplatzierung, Gesamtwochen, AuszeichnungChartplatzierungen (Jahr, Titel, Platzierungen, Wochen, Auszeichnungen, Anmerkungen) | Höchstplatzierung, Gesamtwochen, AuszeichnungChartplatzierungen (Jahr, Titel, Platzierungen, Wochen, Auszeichnungen, Anmerkungen) | Anmerkungen                                         |
| Jahr | Titel          | US | R&B | Anmerkungen                                         |
| ---- | -------------- | --- | --- | --------------------------------------------------- |
| 2018 | Glock Bond     | US101 (1 Wo.)US | — | Erstveröffentlichung: 1. Februar 2018               |
| 2018 | Glockoma       | US34 (3 Wo.)US | R&B17 (2 Wo.)R&B | Erstveröffentlichung: 23. November 2018             |
| 2019 | Dum & Dummer   | US8 Gold · (13 Wo.)US | R&B5 (5 Wo.)R&B | Erstveröffentlichung: 26. Juli 2019 mit Young Dolph |
| 2020 | Son of a Gun   | US37 (2 Wo.)US | R&B24 (1 Wo.)R&B | Erstveröffentlichung: 22. Mai 2020                  |
| 2021 | Dum & Dummer 2 | US8 (8 Wo.)US | R&B5 (3 Wo.)R&B | Erstveröffentlichung: 26. März 2019 mit Young Dolph |

### EPs
| Jahr | Titel | Höchstplatzierung, Gesamtwochen, AuszeichnungChartplatzierungen (Jahr, Titel, Platzierungen, Wochen, Auszeichnungen, Anmerkungen) | Höchstplatzierung, Gesamtwochen, AuszeichnungChartplatzierungen (Jahr, Titel, Platzierungen, Wochen, Auszeichnungen, Anmerkungen) | Anmerkungen                             |
| Jahr | Titel | US | R&B | Anmerkungen                             |
| ---- | ----- | --- | --- | --------------------------------------- |
| 2022 | PRE5L | US190 (1 Wo.)US | — | Erstveröffentlichung: 18. November 2022 |

### Singles
| Jahr | Titel Album                                        | Höchstplatzierung, Gesamtwochen, AuszeichnungChartplatzierungen (Jahr, Titel, Album, Platzierungen, Wochen, Auszeichnungen, Anmerkungen) | Höchstplatzierung, Gesamtwochen, AuszeichnungChartplatzierungen (Jahr, Titel, Album, Platzierungen, Wochen, Auszeichnungen, Anmerkungen) | Anmerkungen                                            |
| Jahr | Titel Album                                        | US | R&B | Anmerkungen                                            |
| --- | -------------------------------------------------- | --- | --- | ------------------------------------------------------ |
| 2022 | Proud Yellow Tape (Deluxe) / Long Live Young Dolph | US73 (1 Wo.)US | — | Erstveröffentlichung: 18. Januar 2022                  |
| 2023 | Let’s Go Glockoma 2                                | US59 Gold · (9 Wo.)US | R&B23 (20 Wo.)R&B | Erstveröffentlichung: 24. Februar 2023                 |
| 2024 | Let’s Go (Remix) –                                 | — | — | Erstveröffentlichung: 12. April 2024 feat. Young Dolph |
| 2025 | No Sweat Glockaveli                                | — | R&B44 (1 Wo.)R&B | Erstveröffentlichung: 13. März 2025                    |
| 2025 | The Grinch Glockaveli                              | — | R&B50 (1 Wo.)R&B | Erstveröffentlichung: 18. April 2025                   |
| Folgende Lieder erschienen nicht als Single, wurden aber durch das Album zum Download und Streaming bereitgestellt und konnten somit eine Platzierung erlangen: |                                                    | | |                                                        |
| |                                                    | | |                                                        |
| 2023 | Dirt Glockoma 2                                    | US88 (1 Wo.)US | R&B32 (1 Wo.)R&B | Erstveröffentlichung: 24. Februar 2023                 |
| 2025 | Blue Devil Glockaveli                              | — | R&B25 (1 Wo.)R&B |                                                        |
| 2025 | Glockavell Glockaveli                              | — | R&B43 (1 Wo.)R&B |                                                        |

Weitere Singles
- 2018: Russian Cream (US: ×3Dreifachplatin )
- 2020: Look at they Face (US: Gold)
- 2020: Mr. Glock (US: Platin)
- 2021: Ambition for Cash (US: ×2Doppelplatin )

### Gastbeiträge
| Jahr | Titel Album                           | Höchstplatzierung, Gesamtwochen, AuszeichnungChartplatzierungen (Jahr, Titel, Album, Platzierungen, Wochen, Auszeichnungen, Anmerkungen) | Höchstplatzierung, Gesamtwochen, AuszeichnungChartplatzierungen (Jahr, Titel, Album, Platzierungen, Wochen, Auszeichnungen, Anmerkungen) | Anmerkungen                                                                    |
| Jahr | Titel Album                           | US | R&B | Anmerkungen                                                                    |
| --- | ------------------------------------- | --- | --- | ------------------------------------------------------------------------------ |
| 2018 | Major Role Model                      | US— ×3DreifachplatinUS | R&B47 (1 Wo.)R&B | Erstveröffentlichung: 31. August 2018 Young Dolph feat. Key Glock              |
| 2022 | Blood All on It So Icy Gang: The ReUp | US98 (1 Wo.)US | R&B32 (1 Wo.)R&B | Erstveröffentlichung: 31. August 2018 Gucci Mane feat. Young Dolph & Key Glock |
| Folgende Lieder erschienen nicht als Single, wurden aber durch das Album zum Download und Streaming bereitgestellt und konnten somit eine Platzierung erlangen: |                                       | | |                                                                                |
| |                                       | | |                                                                                |
| 2022 | Ungrateful Traumazine                 | US82 (1 Wo.)US | R&B29 (1 Wo.)R&B | Erstveröffentlichung: 24. Februar 2023 Megan Thee Stallion feat. Key Glock     |

## Auszeichnungen für Musikverkäufe
| Goldene Schallplatte - Vereinigte Staaten - 2021: für das Lied Gang Shit No Lame Shit - 2021: für das Lied Since 6ix - 2023: für das Lied 1 Hell of a Life - 2023: für das Lied No Sense - 2024: für das Lied Die Trying - 2024: für das Lied Monster | Platin-Schallplatte - Vereinigte Staaten - 2024: für das Lied Dough - 2024: für das Lied Word on the Streets - 2024: für das Lied Water on Water |

Anmerkung: Auszeichnungen in Ländern aus den Charttabellen bzw. Chartboxen sind in ebendiesen zu finden.
| Land/RegionAuszeichnungen für Musikverkäufe (Land/Region, Auszeichnungen, Verkäufe, Quellen) | Gold       | Platin       | Verkäufe   | Quellen  |
| -------------------------------------------------------------------------------------------- | ---------- | ------------ | ---------- | -------- |
| Vereinigte Staaten (RIAA)                                                                    | 11× Gold11 | 12× Platin12 | 17.500.000 | riaa.com |
| Insgesamt                                                                                    | 11× Gold11 | 12× Platin12 |            |          |